# Buzet
Buzet este un oraș în cantonul Istria, Croația, având o populație de 6.133 de locuitori (2011).

## Demografie
Componența etnică a orașului Buzet
     Croați (75,66%)
     Bosniaci (3,59%)
     Sloveni (1,04%)
     Necunoscut (1,43%)
     Neclasificat (17,71%)
Componența confesională a orașului Buzet
     Catolici (83,73%)
     Fără religie și atei (7,24%)
     Musulmani (3,91%)
     Necunoscută (3,73%)
     Alte religii (1,39%)
Conform recensământului din 2011, orașul Buzet avea 6.133 de locuitori. Din punct de vedere etnic, majoritatea locuitorilor (75,66%) erau croați, existând și minorități de afiliați religios (15,8%), bosniaci (3,59%) și sloveni (1,04%). Apartenența etnică nu este cunoscută în cazul a 1,43% din locuitori. Din punct de vedere confesional, majoritatea locuitorilor (83,73%) erau catolici, existând și minorități de persoane fără religie și atei (7,24%) și musulmani (3,91%). Pentru 3,73% din locuitori nu este cunoscută apartenența confesională.